# П'єтраферраццана
П'єтраферраццана (італ. Pietraferrazzana) — муніципалітет в Італії, у регіоні Абруццо,  провінція К'єті.
П'єтраферраццана розташовані на відстані близько 160 км на схід від Рима, 95 км на південний схід від Л'Аквіли, 50 км на південь від К'єті.
Населення — 131 особа (2014).
Щорічний фестиваль відбувається 23 грудня. Покровителька — свята Вікторія.

## Демографія
Населення за роками:

Станом на 1 січня 2023 року в муніципалітеті офіційно проживав 1 іноземець (громадянин Білорусі).

## Сусідні муніципалітети
- Колледімеццо
- Монтеферранте
- Вілла-Санта-Марія